# 郭芳楓家族
郭芳楓家族，是崛起於新加坡的華人企業家族，祖籍福建同安。
郭芳楓早年到新加坡營商，創立豐隆集團。其後郭芳楓與兄弟三人分開發展，兄長郭芳來及其兒子郭令燦到馬來西亞發展，創立馬來西亞豐隆集團及香港國浩集團。
家族投資遍及新加坡，馬來西亞及香港等地。

## 家族成員
- 郭芳來
  - 郭令燦
  - 郭令海
  - 郭令山
  - Kwek Leng Hoe
- 郭芳良
  - Kwek Leng Peck
- 郭芳楓
  - 郭令明
  - 郭令裕（配偶王秀錦）
    - 郭益升
    - 郭益豐
- 郭芳改
  - Kwek Leng Kee
  - Kwek Leng Keow

## 外部連結
- 新加坡豐隆集團 （页面存档备份，存于）
- 城市發展 （页面存档备份，存于）
- 馬來西亞豐隆集團 （页面存档备份，存于）
- 豐隆銀行 （页面存档备份，存于）
- 國浩集團